# Tandartsangst
Tandartsangst, tandartsvrees, tandartsfobie, dentofobie of odontofobie is een angst om naar de tandarts te gaan en/of een tandartsbehandeling te ondergaan. Het begrip odontofobie wordt ook gebruikt in de betekenis 'angst voor tanden'.
Diverse onderzoeken hebben uitgewezen dat 80% van de Nederlanders weleens bang is tijdens een behandeling bij de tandarts. De meeste mensen gaan desondanks elk (half)jaar op controle, maar er is een groep van naar schatting tussen de 500.000 en 800.000 mensen in Nederland die extreem bang is voor de tandarts.
Het zijn jongeren en ouderen, in elke sociale klasse en zowel laag- als hoogopgeleiden. Veel van de mensen die extreem bang zijn voor de tandarts gaan helemaal niet meer naar de tandarts. Zij bedenken allerlei excuses om niet te hoeven gaan.

## Ontstaan
Er bestaan grofweg drie manieren, zogenaamde "pathways of fear", volgens welke angst voor tandheelkundige behandeling kan ontstaan. De eerste manier omvat eigen (negatieve) ervaringen, vaak in de jeugd. Dit zijn meestal tandheelkundige ervaringen, maar ook medische en andere soorten ervaringen kunnen hieraan bijdragen. De schooltandarts wordt vaak als oorzaak genoemd. Ook pijnlijke of negatieve ervaringen bij een tandarts in het (recente) verleden kunnen aanleiding zijn voor het ontstaan van angst, net als het gevoel hebben de controle te verliezen.
De tweede manier is het zogenaamde modelleren, waarbij een kind de signalen oppikt die een angstige ouder afgeeft. Als een kind ziet dat zijn moeder ineens angstig wordt in een bepaalde situatie, zal het kind dit soms overnemen.
De derde categorie bestaat uit negatieve informatie uit andere bronnen. Voorbeelden hiervan zijn angstaanjagende verhalen van familie, vrienden of in kranten/tijdschriften. Vaak vergeet men hierbij dat de bijzondere (en dus vaak bijzonder nare) ervaringen veel interessanter zijn om te vertellen en dus ook vaker verteld worden dan de "saaie", bijvoorbeeld een verhaal over een behandeling die vlotjes verliep. Ook onthouden mensen de bijzondere (nare) informatie veel beter dan de misschien wel honderd neutrale verhalen die ze horen.
Wanneer deze angst groot genoeg is, loopt de persoon het risico terecht te komen in een vicieuze cirkel, waarbij angst zorgt voor vermijding, vermijding zorgt voor achteruitgang van het gebit, vervolgens voor een negatieve gedachtegang ("nu is het écht mis met mijn gebit") en uiteindelijk weer voor meer angst. Psychosociale problemen (schaamte) als gevolg van achteruitgang van het gebit spelen ook vaak een rol.

## Oplossing
De tandartsen van tegenwoordig kijken meer naar de hele persoon en niet alleen naar het gebit. Veel van hen begrijpen de angst wel degelijk. Daarom is het niet altijd nodig om op zoek te gaan naar een speciale angsttandarts.
Tegenwoordig zijn er ook klinieken waar men zich onder narcose kan laten behandelen. Het nadeel is dat men na de narcose in de regel nog net zo angstig is als ervoor omdat men dan de behandeling niet bewust meemaakt. Het probleem, de angst, wordt omzeild in plaats van opgelost. Een ander nadeel zijn de hoge kosten.
Ook een behandeling met lachgas is een mogelijkheid. Hierdoor ondergaan mensen de behandeling iets rustiger terwijl zij wel gewoon "bij" zijn. Wel heeft het net als narcose als nadeel dat de angst niet verandert. Anders gezegd: het leereffect van farmacologische beïnvloeding (of het nou om narcose, lachgassedatie of angstverminderende medicijnen gaat) is weinig tot niets. Als patiënt blijf je voorafgaand aan behandelingen angstig en ben je afhankelijk van behandelplaatsen waar narcose- of lachgasbehandeling mogelijk is.
Daarnaast is er ook een puur psychologische benadering mogelijk. Dit is een manier waarop de angst blijvend minder kan worden.